# Choiseul (Haute-Marne)
Pour les articles homonymes, voir Choiseul.
Choiseul (prononciation actuelle : \ʃwa.zœl\, mais autrefois : \ʃwa.zœj\) est une commune française située dans le département de la Haute-Marne, en région Grand Est. Le village de Choiseul est le berceau de l'illustre famille de même nom.

## Géographie

### Localisation
Choiseul est située dans le Bassigny, à quelques kilomètres de la limite entre les Vosges et la Haute-Marne.

### Géologie et relief

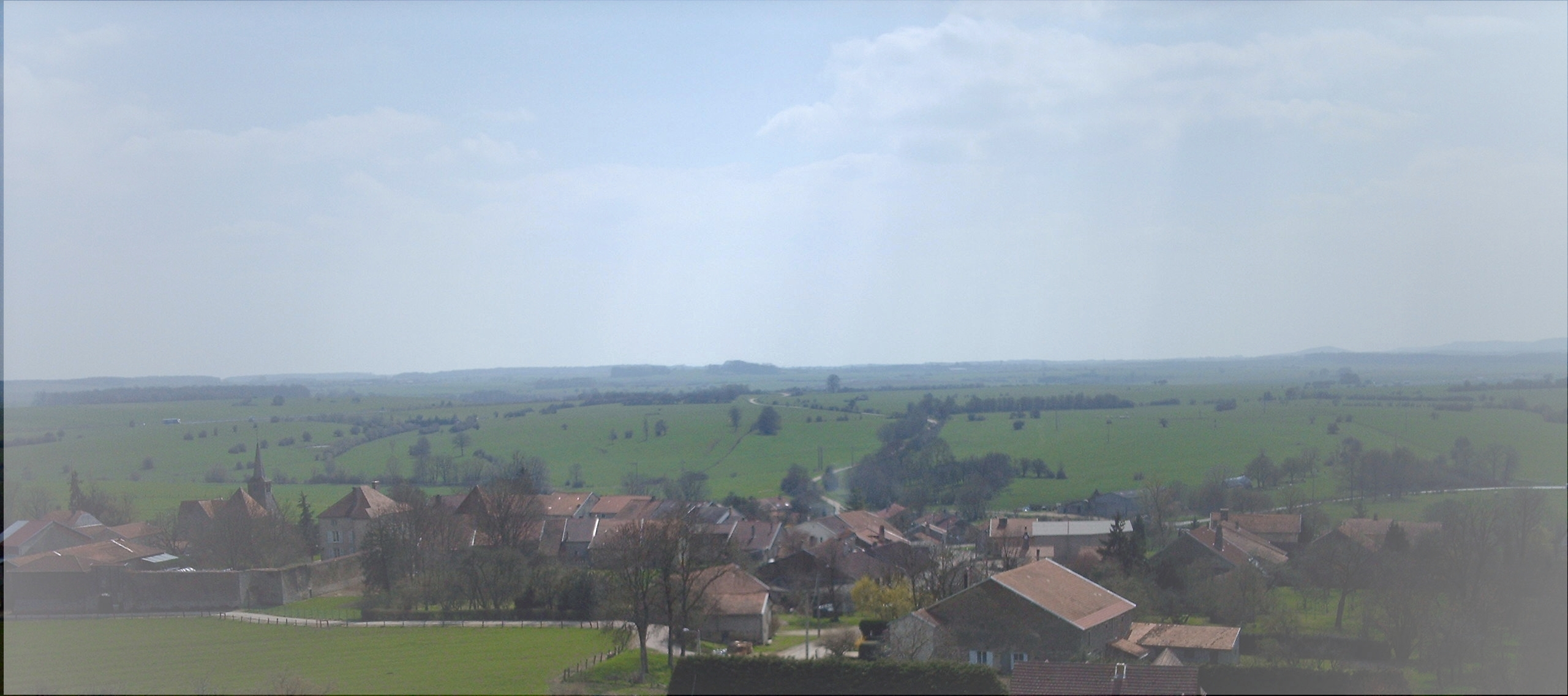
Le village vu de la colline le surplombant.

La butte Saint-Nicolas, située au nord du village, domine les environs de plus de 400 m. Choiseul est située à 40 km à l'est de Chaumont et à 30 km au nord-est de Langres.
Hydrogéologie et climatologie : Système d’information pour la gestion des eaux souterraines du bassin Rhin-Meuse :
Territoire communal : Occupation du sol (Corinne Land Cover); Cours d'eau (BD Carthage),
Géologie : Carte géologique; Coupes géologiques et techniques,
 Hydrogéologie : Masses d'eau souterraine; BD Lisa; Cartes piézométriques.

### Sismicité
Commune située dans une zone 1 de sismicité très faible.

### Hydrographie
La commune est dans le bassin versant de la Meuse au sein du bassin Rhin-Meuse. Elle est drainée par la Vieille Rivière, le ruisseau du Grand-Étang, le ruisseau de Maulain et le ruisseau du Soilleron,,.
Il y avait anciennement trois étangs autour de Choiseul, tous asséchés avant la Révolution. L'un deux, le Grand-Étang, a donné son nom au ruisseau actuel. Un autre, le Petit-Etang, était dans le lit du Soilleron au pied du village. Une source, dite fontaine de Saint-Gengoul, est présente sur le versant occidental de la motte Saint-Nicolas.

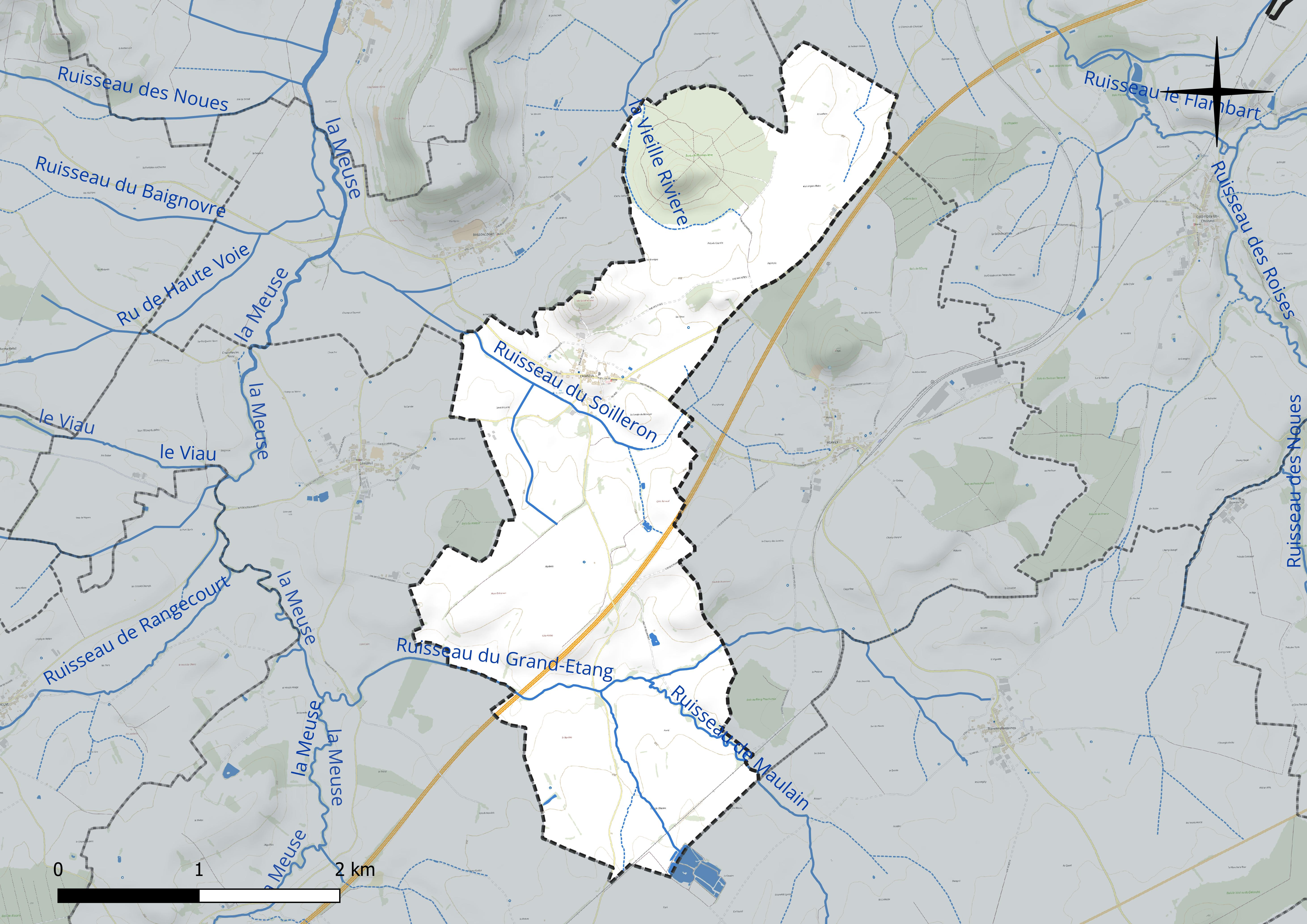
Réseau hydrographique de Choiseul.

### Climat
Pour des articles plus généraux, voir Climat du Grand Est et Climat de la Haute-Marne.
En 2010, le climat de la commune est de type climat de montagne, selon une étude du Centre national de la recherche scientifique s'appuyant sur une série de données couvrant la période 1971-2000. En 2020, Météo-France publie une typologie des climats de la France métropolitaine dans laquelle la commune est exposée à un climat océanique altéré et est dans la région climatique  Lorraine, plateau de Langres, Morvan, caractérisée par un hiver rude (1,5 °C), des vents modérés et des brouillards fréquents en automne et hiver. 
Pour la période 1971-2000, la température annuelle moyenne est de 9,5 °C, avec une amplitude thermique annuelle de 16,8 °C. Le cumul annuel moyen de précipitations est de 937 mm, avec 13,2 jours de précipitations en janvier et 9,4 jours en juillet. Pour la période 1991-2020, la température moyenne annuelle observée sur la station météorologique de Météo-France la plus proche, « Val-de-Meuse », sur la commune de Val-de-Meuse à 8 km à vol d'oiseau, est de 9,9 °C et le cumul annuel moyen de précipitations est de 917,4 mm. 
La température maximale relevée sur cette station est de 39,5 °C, atteinte le 25 juillet 2019 ; la température minimale est de −25 °C, atteinte le 18 janvier 1966,,. 
Les paramètres climatiques de la commune ont été estimés pour le milieu du siècle (2041-2070) selon différents scénarios d'émission de gaz à effet de serre à partir des nouvelles projections climatiques de référence DRIAS-2020. Ils sont consultables sur un site dédié publié par Météo-France en novembre 2022.

### Voies de communications et transports
Le village est situé à 40 km à l'est de Chaumont, préfecture de la Haute-Marne.

#### Voirie
Une route départementale (la D33) traverse le village, le reliant à Bassoncourt et Breuvannes. Les autres villages voisins sont Merrey (relié par la D33a), Lénizeul (relié par la D132a) et Lécourt (reliée par la D232), les deux dernières étant associées au Val-de-Meuse.
| Bassoncourt             |                        | Breuvannes-en-Bassigny |
|                         | Choiseul               | Merrey                 |
| Lénizeul (Val-de-Meuse) | Lécourt (Val-de-Meuse) | Maulain (Val-de-Meuse) |

L'A31 traverse la commune depuis 1966.
Choiseul compte quatre rues :
- la rue Saint-Nicolas est certainement la plus ancienne : elle menait au château médiéval sur la motte du même nom. Elle se prolonge avec le chemin des Têtes.
- la rue de l'Église est l'autre rue ancienne du village, où l'on trouve aussi le château bas. Elle se divise en deux routes à la sortie du village : l'une traverse le "pâquis de Merrey" sous l'ombre des platanes, l'autre est la départementale qui se dirige vers Breuvannes.
- la rue du Four, nommée d'après l'ancien four banal présent au centre du village (remplacé depuis par une station d'essence, elle-même fermée aujourd'hui). Elle aussi se divise en deux pour franchir le Soilleron et desservir Lénizeul et Lécourt.
- et la rue Neuve qui s'avance en direction de Bassoncourt jusqu'à la chapelle du Dieu-de-Pitié.

Ces quatre rues se rejoignent sur la place centrale, où les troupeaux venaient autrefois boire au lavoir. S'y ajoutent la petite rue de la Confrérie parallèle à la rue du Four, et quatre chemins de remembrement relativement récents.
Le tracé d'une ancienne voie romaine est encore visible : arrivant de la ferme de Damphal, elle passe au Sud du bois du Montot, puis traverse la "Corvée du Monoyer" à l'est du village, avant que son tracé ne soit repris par la route de Breuvannes. Il s'agit d'une voie romaine secondaire parallèle à celle qui longe la Meuse, beaucoup plus importante, qui traverse les communes voisines de Bassoncourt et Meuvy.

#### Transports en commun
- Fluo Grand Est.

##### SNCF

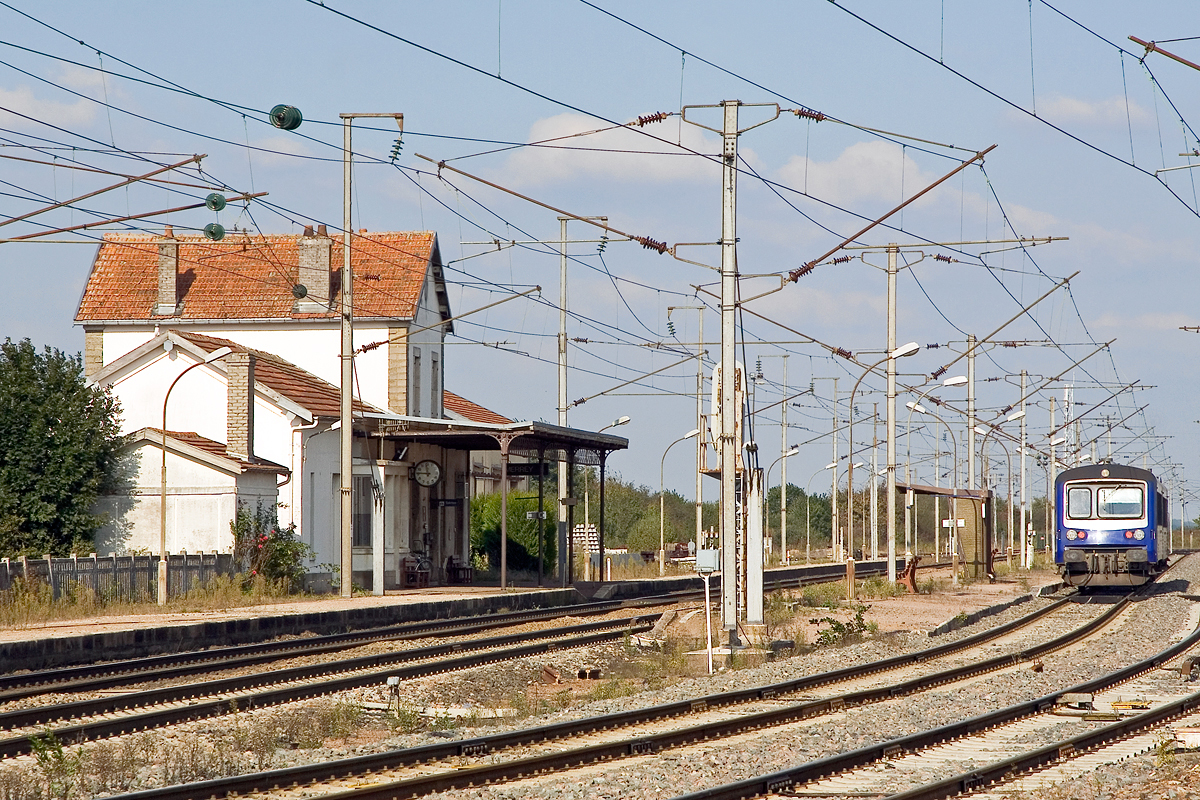
Gare de Merrey.

- Gare de Merrey,
- Gare de Langres,
- Gare de Contrexéville,
- Gare de Culmont - Chalindrey

#### Transports aériens
Les aéroports les plus proches sont :
- Aérodrome de Langres - Rolampont.
- Aéroport d'Épinal-Mirecourt.

### Intercommunalité
Commune membre de la Communauté de communes du Grand Langres.

## Urbanisme

### Typologie
Au 1er janvier 2024, Choiseul est catégorisée commune rurale à habitat dispersé, selon la nouvelle grille communale de densité à sept niveaux définie par l'Insee en 2022.
Elle est située hors unité urbaine et hors attraction des villes,.

### Occupation des sols
L'occupation des sols de la commune, telle qu'elle ressort de la base de données européenne d’occupation biophysique des sols Corine Land Cover (CLC), est marquée par l'importance des territoires agricoles (87,2 % en 2018), une proportion identique à celle de 1990 (87,2 %). La répartition détaillée en 2018 est la suivante : 
prairies (74,7 %), terres arables (11,4 %), forêts (9,3 %), zones urbanisées (3,5 %), zones agricoles hétérogènes (1,1 %). L'évolution de l’occupation des sols de la commune et de ses infrastructures peut être observée sur les différentes représentations cartographiques du territoire : la carte de Cassini (XVIIIe siècle), la carte d'état-major (1820-1866) et les cartes ou photos aériennes de l'IGN pour la période actuelle (1950 à aujourd'hui).
L'occupation des sols de la commune, telle qu'elle ressort de la base de données européenne d’occupation biophysique des sols Corine Land Cover (CLC), est marquée par l'importance des territoires agricoles (87,2 % en 2018), une proportion identique à celle de 1990 (87,2 %). La répartition détaillée en 2018 est la suivante : 
prairies (74,7 %), terres arables (11,4 %), forêts (9,3 %), zones urbanisées (3,5 %), zones agricoles hétérogènes (1,1 %). L'évolution de l’occupation des sols de la commune et de ses infrastructures peut être observée sur les différentes représentations cartographiques du territoire : la carte de Cassini (XVIIIe siècle), la carte d'état-major (1820-1866) et les cartes ou photos aériennes de l'IGN pour la période actuelle (1950 à aujourd'hui).

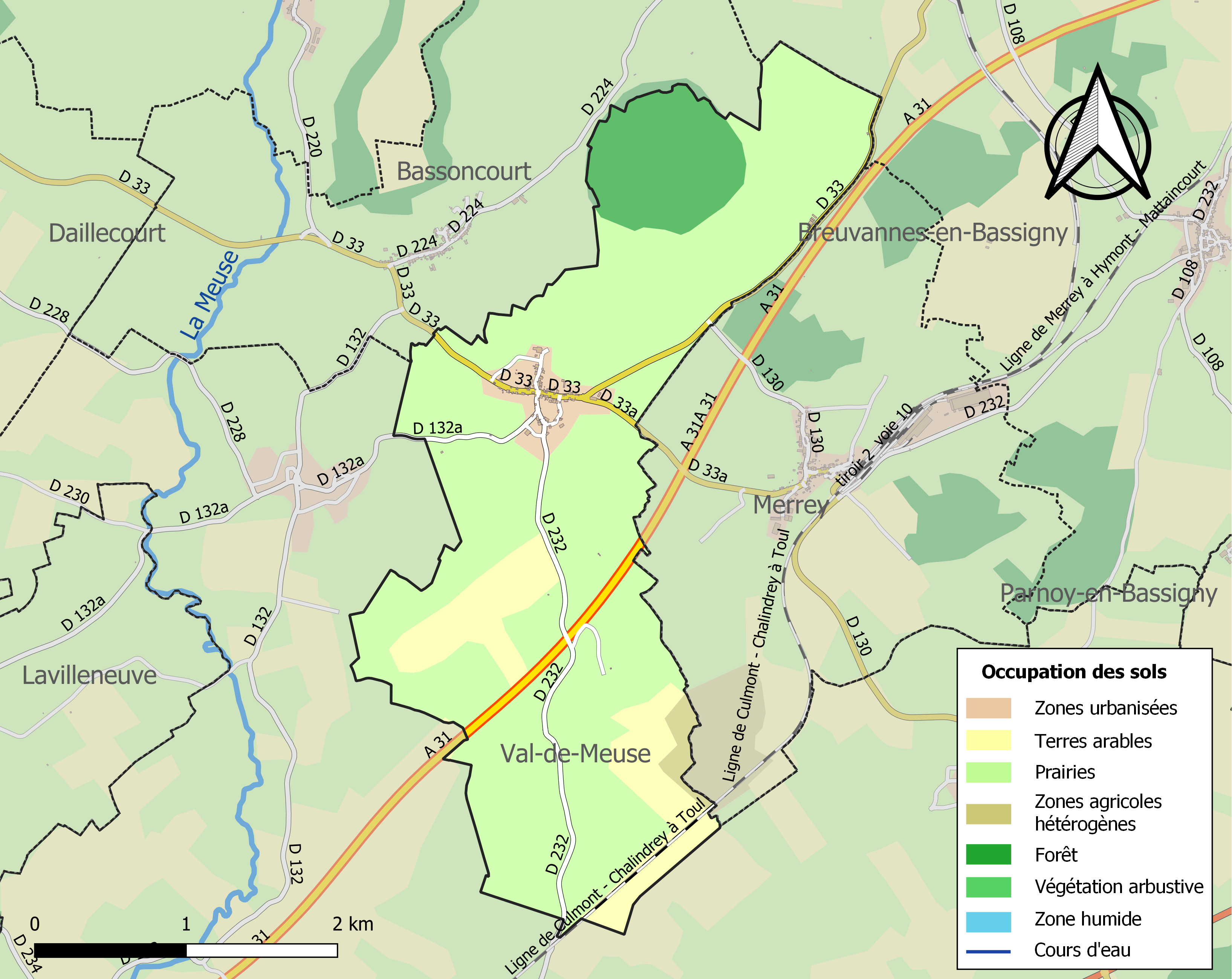
Carte des infrastructures et de l'occupation des sols de la commune en 2018 (CLC).

L'unique bois de Choiseul est le bois de Pennecières (propriété privée).

## Toponymie
Attestée sous les formes : Causeolo en 1084; Choisel vers 1172.
D'après Albert Dauzat et Charles Rostaing, ce toponyme est composé du nom d'homme Latin Causius et du suffixe Gaulois -ialo (clairière, champ). Ce même nom Causius, avec suffixe latin -iacum, a donné Choisey, Jura.
Une autre possibilité serait de voir dans ce toponyme une variante locale de choisel, substantif désignant un moulin à choisel, c'est-à-dire un moulin à augets alimenté par un réservoir d'eau : de fait, le Petit-Étang qui se trouvait autrefois au bas du village, a probablement alimenté un moulin. L'origine de ce mot choisel est sujet à discussion, mais son origine la plus probable serait le latin médiéval caucellum (« coupe, vase à boire »), diminutif de caucum (de même sens).
Il se prononçait autrefois comme « Choiseuil ».
La toponymie locale nous renseigne sur l'occupation ancienne de certaines parcelles. On peut voir ainsi qu'une partie de la pente de la côte Saint-Nicolas fut autrefois consacrée à la vigne. Au Sud, près de l'ancien Grand Etang, une autre parcelle était une "ravière". Le "pâquis de Merrey" indique une zone de pâturage, à une époque où l'essentiel des terres étaient cultivées (contrairement à aujourd'hui). À proximité du bois de Pennecières se trouvait une "lochère" (c'est-à-dire une jonchère).

## Histoire

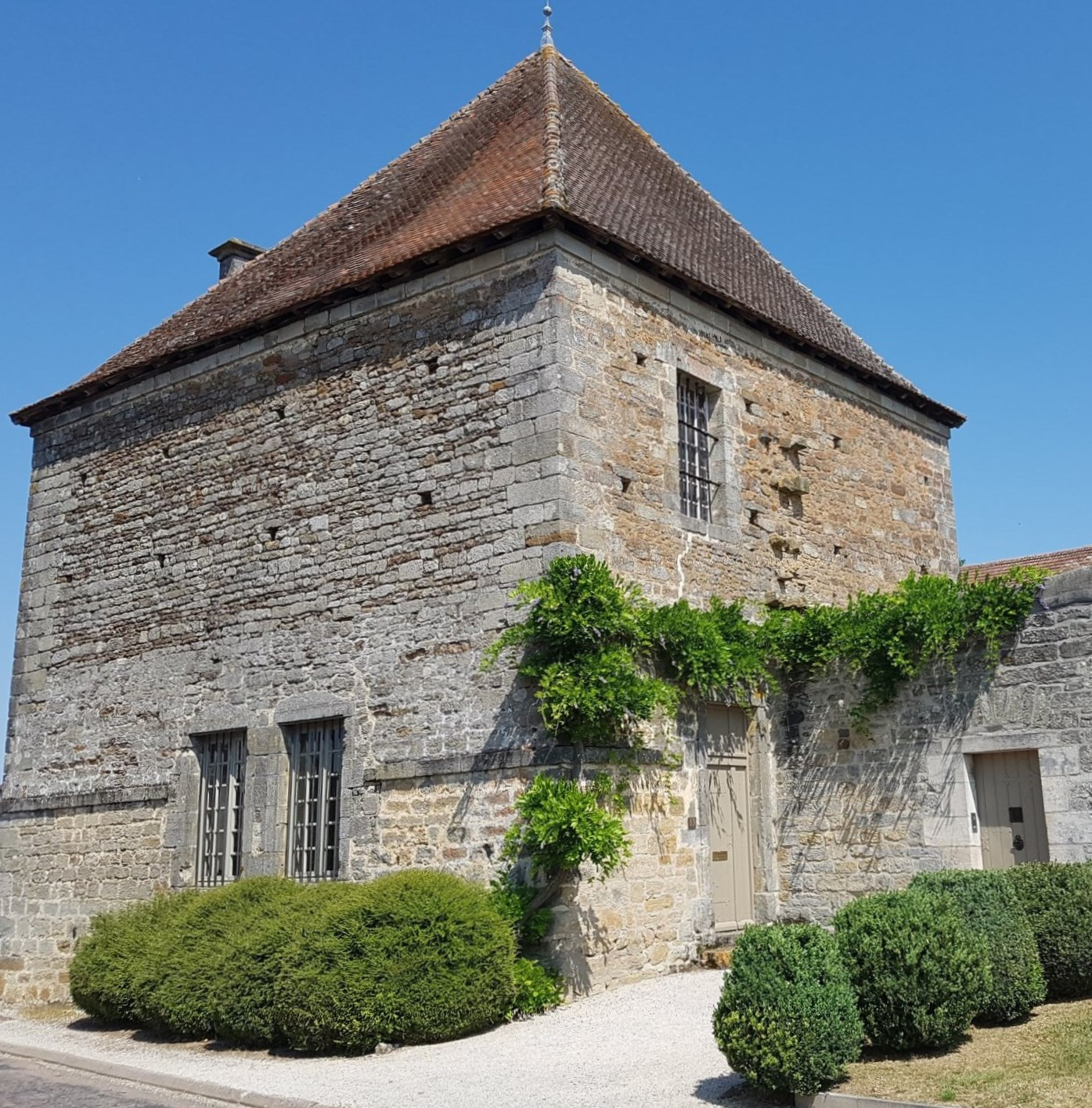
la Tour du nouveau Château

Bien qu'encadré par deux voies romaines à l'est et à l'ouest, aucune attestation de Choiseul n'est connue avant le XIe siècle.
Châtellenie vassale de Langres, située sur la limite entre le royaume et l'empire, la baronnie de Choiseul occupait une position convoitée, au croisement de la Champagne, de la Bourgogne et de la Lorraine.
La colline portait jadis le château de Choiseul, berceau de l'illustre Maison de Choiseul qui régna sur le village jusqu'en 1474. Le premier seigneur connu est Renier Ier (v.1060). Son fils Roger participa à la première croisade en 1095, avant de succéder à son père en 1102. Roger fut lui-même remplacé par sa sœur Adeline en 1105, fondatrice de l'abbaye voisine de Morimond. Renard Ier, fils de Foulques Ier lui-même fils d'Adeline, participa à la deuxième croisade. Renard II, fils de Foulques II et petit-fils de Renard Ier, participa à la guerre de succession de Champagne. Jean Ier, fils de Renard II et connétable de Bourgogne, tenta vainement de s'opposer aux ingérences croissantes des comtes de Champagne dans le Bassigny. Aux XIVe – XVe siècles, les frères Jean III, Henri et Gui Ier (fils de Gautier, lui-même fils de Jean II, lui-même fils de Jean Ier) ainsi qu'Aymé (fils de Gui) participèrent à la guerre de Cent Ans aux côtés de la Bourgogne. Jeanne de Choiseul, fille d'Aymé, fut la dernière de sa maison à posséder les terres de Choiseul : elles passèrent ensuite par mariage aux Anglure.
Les sires de Choiseul étaient les principaux vassaux des comtes-évêques de Langres. Outre Choiseul, ils tenaient en fief une partie importante du Bassigny (Aigremont et Bourbonne, Lanques, Meuse, Parnoy, Isches, Daillecourt, Clefmont, Bassoncourt, Merrey, Colombey, Varennes, Arnoncourt, Breuvannes, Buxières...), et les possessions de leurs descendants se sont étendues au-delà (Laferté-sur-Amance, Pressigny, Fouvent, Ambonville, Euffigneix, Annéville, Chamarandes...),.
En 1157, Renard Ier de Choiseul concéda le prieuré de Choiseul à l'abbaye de Molesme, et pria l'évêque de Langres d'accorder à ce prieuré-cure l'église paroissiale et les dîmes ainsi que la libre élection du curé. L'abbaye envoya des religieux du prieuré de Varennes pour le fonder. C'est à la suite de cette donation seigneuriale et épiscopale que le prieuré de Choiseul fut érigé sous le vocable de Notre-Dame de l'Assomption, avec son cimetière. Cette donation prouve qu'à cette époque déjà, le village s'étendait au-delà de la motte aujourd'hui désertée.
Au XIIIe siècle, Choiseul était un centre féodal suffisamment important pour accueillir marché et foires. En outre, une forge existait au bord du Grand-Etang (tous deux disparus aujourd'hui), et des moines exploitaient une carrière de grès.
Aymé de Choiseul octroya une charte d'affranchissement aux habitants de Choiseul en 1418.
Vers 1480, les enfants de Jeanne de Choiseul vendirent la baronnie à Jean de Baudricourt, qui fit restaurer et agrandir l'église en 1489. Pendant le XVIe siècle, ses héritiers la conservèrent en indivis. Le château ne fut dès lors plus guère habité.
En 1573, alors que les guerres de Religion reprenaient à la suite du massacre de la Saint-Barthélemy, des huguenots se réfugièrent dans le château de Choiseul alors non-gardé et y établirent un prêche. Une armée royale les délogea sur promesse de vie sauve, non-tenue : les 80 protestants furent pendus ou égorgés aussitôt qu'ils capitulèrent. Sur ordre du roi, le château fut détruit, excepté la chapelle qui subsista jusqu'en 1796.
Une anecdote ayant eu lieu quelques années après la destruction du château a été rapportée : une jeune fille fut accusée de sorcellerie et condamnée à être noyée. Mais, au grand étonnement des habitants, la "sorcière" savait nager, et dut être brûlée vive.
En 1584, la baronnie de Choiseul fut rachetée par le duc de Lorraine, qui la cède à son tour à Nicolas de Nettancourt-Haussonville en 1608 en échange d'autres terres. La famille de Nettancourt posséda ainsi Choiseul jusqu'à la Révolution.
En 1616, peu après la mort d'Henri IV, quelques seigneurs se rebellèrent et parcoururent le Bassigny où ils s'emparèrent de plusieurs places fortes, dont Choiseul (malgré son état de ruine). La place est reprise par une troupe royaliste. Le village connut une épidémie de peste de 1636 à 1639 qui décima sa population (au moins 270 personnes sur 350 habitants au maximum). Le village fut occupé et pillé à plusieurs reprises pendant la guerre de Trente Ans, notamment par les Croates et les Suédois. C'est à cette époque que l'ancienne chapelle des « Onze mille vierges » fut détruite. À la fin de la première moitié du XVIIe siècle, le village était déserté et quasiment en ruines,.
Dans la seconde moitié du XVIIe siècle, les Nettancourt construisirent un second château dans le village en récupérant les pierres du vieux château.
En 1719, à l'occasion d'une réfection du parvis de l'église, les dernières tombes des Choiseul qui y étaient enterrés disparurent.
Le 18 novembre 1732, un incendie réduisit en cendres presque toutes les maisons de la rue de l'Église.
En 1789, Choiseul faisait partie de la généralité de Champagne, dans le bailliage et l'élection de Langres. Sous le rapport religieux, la paroisse dépendait du diocèse de Langres au sein du doyenné d'Is. À la Révolution, les Nettancourt ayant fui, le château fut mis en vente comme propriété nationale, et dut être racheté par la comtesse de Nettancourt. Les châtelains du village demeurent ainsi tout au long du XIXe siècle (Apolline de Nettancourt fille de la comtesse Charlotte, puis ses trois filles célibataires), jusqu'en 1888.
Suzanne Spaak a été admise parmi les 4281 Justes parmi les nations de France pour avoir sauvé des personnes juives persécutées par le régime nazi et le gouvernement de Vichy.
En 1966 fut ouverte l'A31 qui traverse la commune.

## Population et société

### Démographie

#### Évolution démographique
L'évolution du nombre d'habitants est connue à travers les recensements de la population effectués dans la commune depuis 1793. Pour les communes de moins de 10 000 habitants, une enquête de recensement portant sur toute la population est réalisée tous les cinq ans, les populations de référence des années intermédiaires étant quant à elles estimées par interpolation ou extrapolation. Pour la commune, le premier recensement exhaustif entrant dans le cadre du nouveau dispositif a été réalisé en 2004.

En 2022, la commune comptait 78 habitants, en stagnation par rapport à 2016 (Haute-Marne : −4,62 %, France hors Mayotte : +2,11 %).
| 1793 | 1800 | 1806 | 1821 | 1831 | 1836 | 1841 | 1846 | 1851 |
| ---- | ---- | ---- | ---- | ---- | ---- | ---- | ---- | ---- |
| 382  | 413  | 415  | 395  | 356  | 366  | 349  | 342  | 331  |

| 1856 | 1861 | 1866 | 1872 | 1876 | 1881 | 1886 | 1891 | 1896 |
| ---- | ---- | ---- | ---- | ---- | ---- | ---- | ---- | ---- |
| 290  | 267  | 258  | 259  | 252  | 247  | 259  | 252  | 243  |

| 1901 | 1906 | 1911 | 1921 | 1926 | 1931 | 1936 | 1946 | 1954 |
| ---- | ---- | ---- | ---- | ---- | ---- | ---- | ---- | ---- |
| 233  | 230  | 220  | 198  | 167  | 195  | 171  | 153  | 173  |

| 1962 | 1968 | 1975 | 1982 | 1990 | 1999 | 2004 | 2006 | 2009 |
| ---- | ---- | ---- | ---- | ---- | ---- | ---- | ---- | ---- |
| 167  | 155  | 138  | 123  | 101  | 81   | 82   | 81   | 94   |

| 2014 | 2019 | 2022 | - | - | - | - | - | - |
| ---- | ---- | ---- | - | - | - | - | - | - |
| 82   | 78   | 78   | - | - | - | - | - | - |

### Culture
La fête patronale de Choiseul a traditionnellement lieu à l'Assomption (15 août).

Dans la superstition locale, les cloches de Choiseul et Merrey étaient réputées miraculeuses, en vertu de ce vieux dicton : 
Tant que le gros chien de Choiseul à temps aboiera,
Tant que le petit chien de Merrey à temps jappera,
Jamais grêle sur ces deux villages ne choira.

### Enseignement
Choiseul est desservie par les écoles maternelle et primaire de Breuvannes-en-Bassigny, par le collège Camille Flammarion du Val-de-Meuse, et par les lycées de Chaumont, Nogent et Langres.

### Santé
Professionnels et établissements de santé :
- Médecins à Vrécourt, Lamarche, Mont-lès-Lamarche, Bourbonne-les-Bains,
- Pharmacies à Bourmont, Vrécourt, Lamarche, Bourbonne-les-Bains,
- Hôpitaux à Lamarche, Langres, Vittel.

### Cultes
- Culte catholique, Paroisse Sainte-Marie-Madeleine[32], Diocèse de Langres.

#### Héraldique
| Armes de Choiseul | Les armes de Choiseul se blasonnent ainsi : D'azur, à la croix d'or, cantonnée de dix-huit billettes du même, cinq dans chaque canton du chef posées 2, 1 et 2, et quatre dans chaque canton de la pointe posées 2 et 2. |

## Politique et administration
Choiseul faisait partie du canton de Clefmont avant la suppression de celui-ci en 2014.
| Période                                  | Période  | Identité                     | Étiquette | Qualité                         |
| ---------------------------------------- | -------- | ---------------------------- | --------- | ------------------------------- |
| 1793                                     | An III   | François Libéra Fortier      |           | Agent municipal                 |
| An IV                                    | An IV    | Mathieu Flagey               |           | Agent municipal                 |
| An V                                     | An V     | Pierre Bernard               |           | Agent municipal                 |
| An V                                     | An VII   | François Voirin              |           | Agent municipal                 |
| An VII                                   | An VIII  | Louis Parisel                |           | Agent municipal                 |
| An VIII                                  | 1813     | Simon Joseph Soyer           |           |                                 |
| 1813                                     | 1831     | Henry Jean Baptiste Morez    |           | Huissier                        |
| 1832                                     | 1835     | Antoine Louis Bernard Causel |           |                                 |
| 1835                                     | 1840     | Nicolas Thériot              |           | Notaire                         |
| 1840                                     | 1846     | Pierre Grégoire Fourel       |           | Cultivateur                     |
| 1847                                     | 1860     | Nicolas Lazare Bernard       |           | Cultivateur                     |
| 1860                                     | 1865     | François Senard              |           |                                 |
| 1866                                     | 1871     | Claude Anastase Chevallier   |           | Cultivateur                     |
| 1872                                     | 1872     | Jacques Augustin Laurent     |           | Notaire                         |
| 1873                                     | 1878     | Nicolas Lazare Bernard       |           | Cultivateur                     |
| 1878                                     | 1884     | Léon Laurent                 |           |                                 |
| 1884                                     | 1887     | Eugène Fourel                |           | Cultivateur                     |
| 1888                                     | 1910     | Armand Champion              |           |                                 |
| 1910                                     | ap.1936  | Fernand Champion             |           | Boulanger (fils du précédent ?) |
| Les données manquantes sont à compléter. |          |                              |           |                                 |
| 2001                                     | En cours | Patrick Parisel              | DVD       |                                 |

### Budget et fiscalité 2021
En 2021, le budget de la commune était constitué ainsi :
- total des produits de fonctionnement : 47 000 €, soit 578 € par habitant ;
- total des charges de fonctionnement : 40 000 €, soit 494 € par habitant ;
- total des ressources d'investissement : 23 000 €, soit 282 € par habitant ;
- total des emplois d'investissement : 45 000 €, soit 554 € par habitant ;
- endettement : 59 000 €, soit 722 € par habitant.

Avec les taux de fiscalité suivants :
- taxe d'habitation : 12,70 % ;
- taxe foncière sur les propriétés bâties : 31,50 % ;
- taxe foncière sur les propriétés non bâties : 17,87 % ;
- taxe additionnelle à la taxe foncière sur les propriétés non bâties : 0,00 % ;
- cotisation foncière des entreprises : 0,00 %.

Chiffres clés Évolution et structure de la population. Dossier complet.

## Économie
Le faible besoin de main d'œuvre dans l'agriculture, l'éloignement des grandes villes font de Choiseul une commune de moins en moins peuplée (cf. le tableau ci-dessous). L'authenticité du petit village de Choiseul constitue cependant et de plus en plus un havre de paix pour des Belges et Néerlandais en mal de calme, de verdure et d'Histoire. On peut le remarquer grâce au nombre croissant de propriétés achetées ces dernières années dans le village et les environs.
L'économie de Choiseul est basée sur le tourisme et l'agriculture.

### Entreprises et commerces

#### Agriculture
Comme dans bon nombre de communes du Bassigny - région d'élevage bovins et ovins -, plusieurs agriculteurs sont installés à Choiseul.
- Sylviculture et autres activités forestières.
- Élevage d'ovins et de caprins.
- Élevage d'autres bovins et de buffles.
- Un garage agricole relativement important dans la région y est installé.

#### Tourisme
- La commune dispose également d'un camping rural et de gîtes ruraux (les deux organismes sont privés).

#### Commerces
- Commerces et services.

## Personnalités liées à la commune
- Choiseul est le berceau de l'illustre famille de Choiseul dont le personnage le plus connu est Étienne François de Choiseul (28 juin 1719 - 8 mai 1785), ambassadeur puis secrétaire d'État de Louis XV. Il n'a cependant jamais vécu dans le village.
- Renard II de Choiseul, considéré comme un des principaux membres de l'illustre famille.
- Yves Simon (1944-) : chanteur français (auteur-compositeur-interprète), puis écrivain, est né à Choiseul.

## Monuments et lieux touristiques

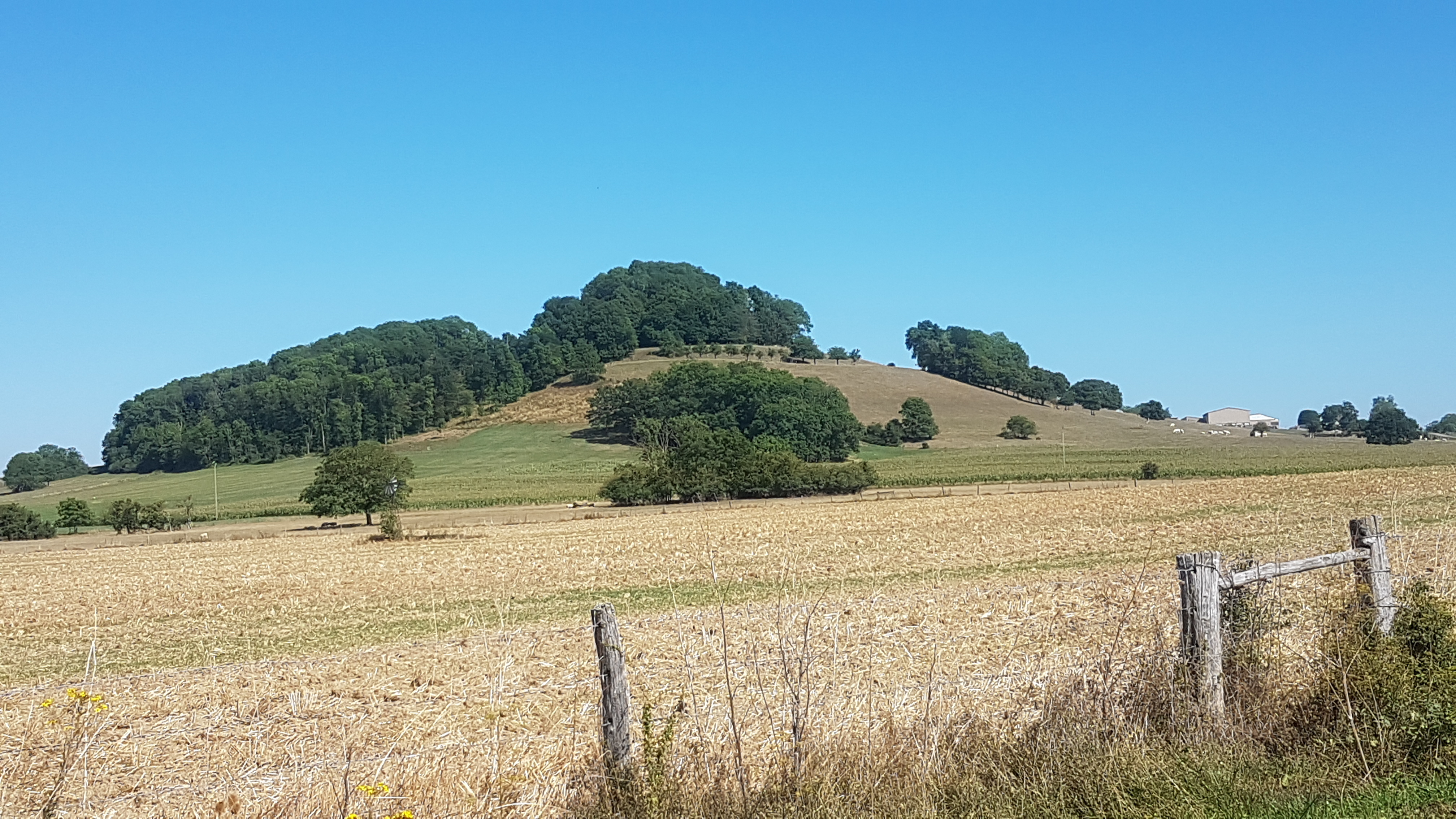
Motte castrale sur laquelle était situé l'ancien château.
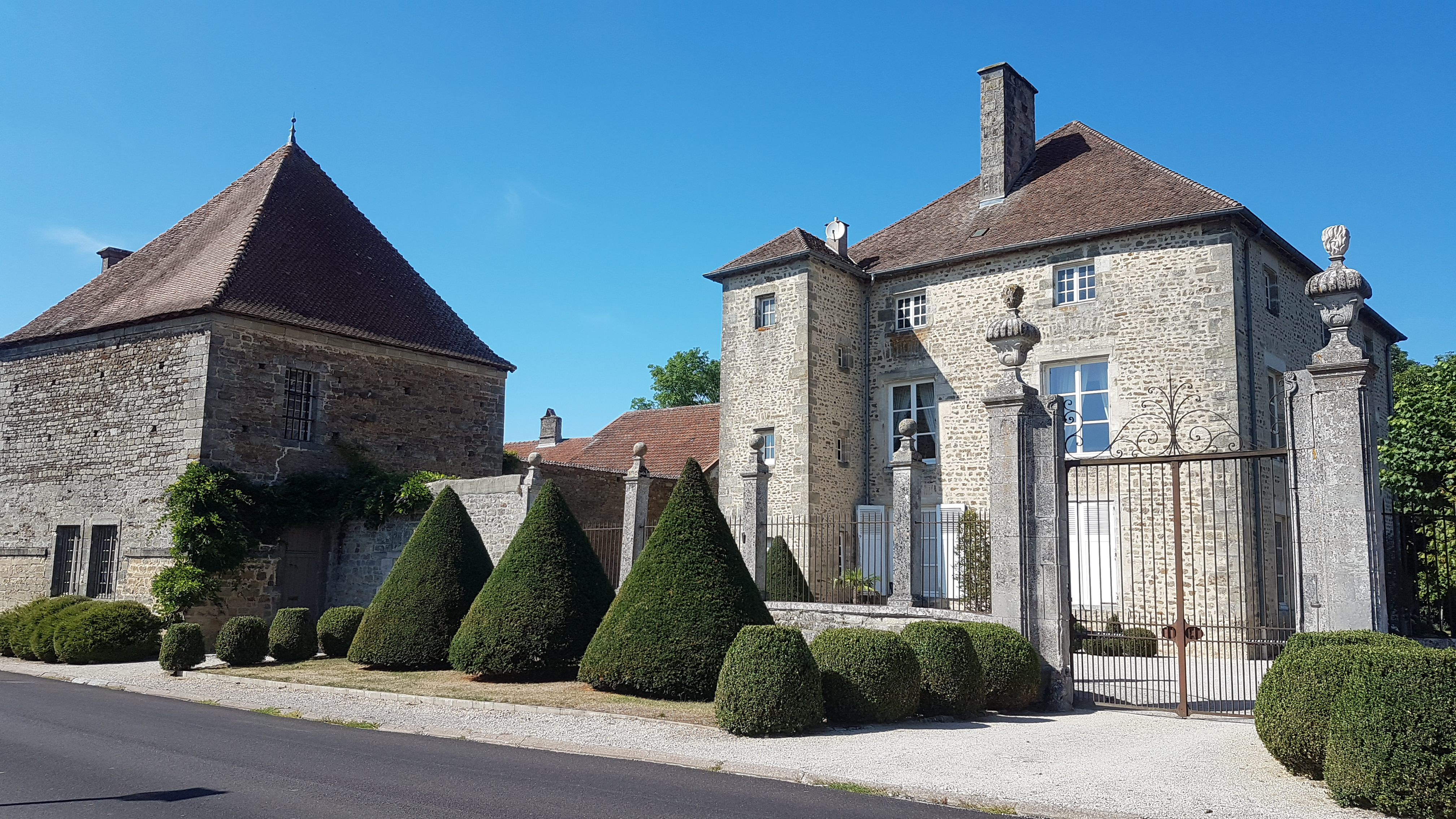
Nouveau château de Choiseul, ou château-bas.
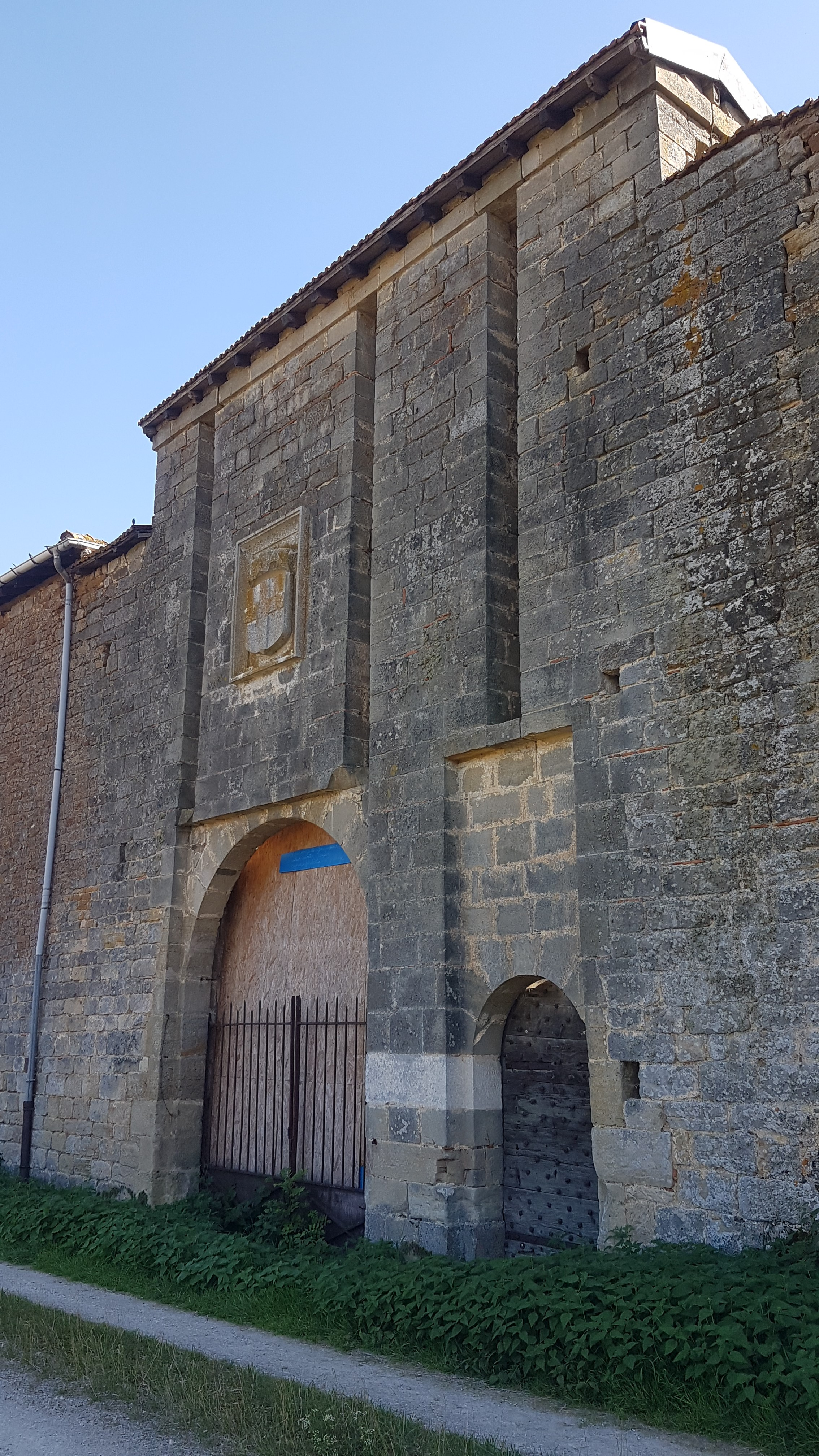
Arrière-côté du château-bas.
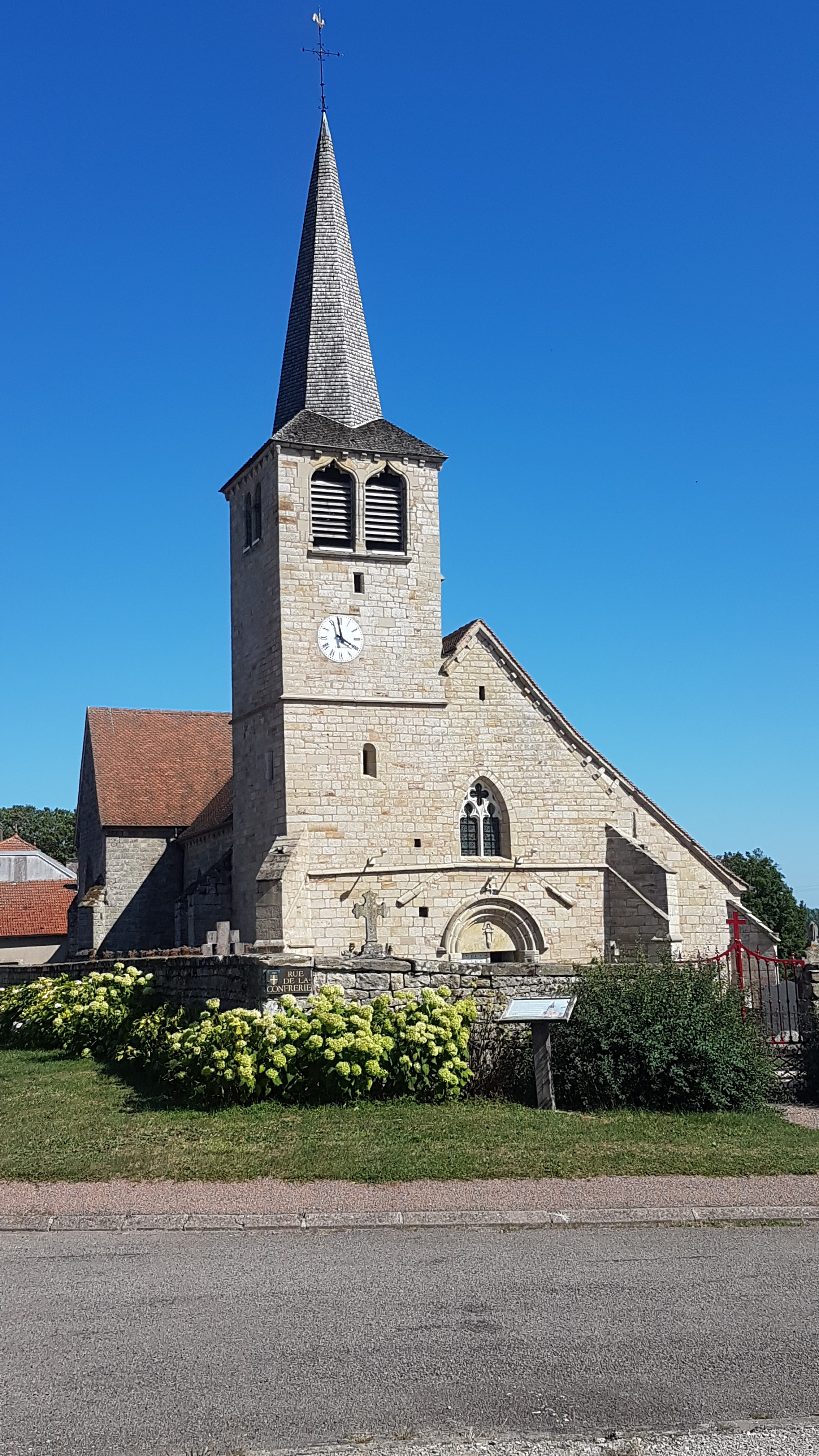
Église Notre-Dame-de-l'Assomption.

- De l'ancien château situé sur la colline Saint-Nicolas demeure le fossé qui précédait son enceinte[36]. La chapelle du château (chapelle Saint-Nicolas) a subsisté jusqu'en 1796[25].
- Lavoir[37] et fontaine remarquable.
- Église Notre-Dame-de-l'Assomption (inscription par arrêté du 13 février 1928 (IMH))[38], agrandie aux XVe et XVIIe siècles, de style gothique flamboyant[39].

Autel, tabernacle (maître-autel).
Retable, tableau : Saint Jean-Baptiste, détail
Statue : Vierge de calvaire.
Statue : Saint évêque au livre
Cuve baptismale.
2 dalles funéraires de Sébastien de Waltier, escuyer seigneur et baron de Choiseul, de Guyette Magnien, épouse de Sébastien Waltier.
- Le château-bas[46]. Il est réputé avoir été construit au XVIIe siècle. Cependant, il présente sur l'arrière-côté château-haut une entrée à pont-levis qui est surement antérieure. L'édifice a été remanié en 1842. Ce château est aujourd'hui demeure privée.
- La chapelle du Dieu-de-Pitié, reconstruite en 1701, rue Neuve : cette chapelle a existé à une époque antérieure au sein d'une léproserie. Jusqu'au XIXe siècle, elle a servi de station pour les processions de la fête-Dieu et des Rogations[25].
- Monument aux morts[47] : Conflits commémorés : Guerres 1914-1918 - 1939-1945 - AFN-Algérie (1954-1962).